# Wisłostrada

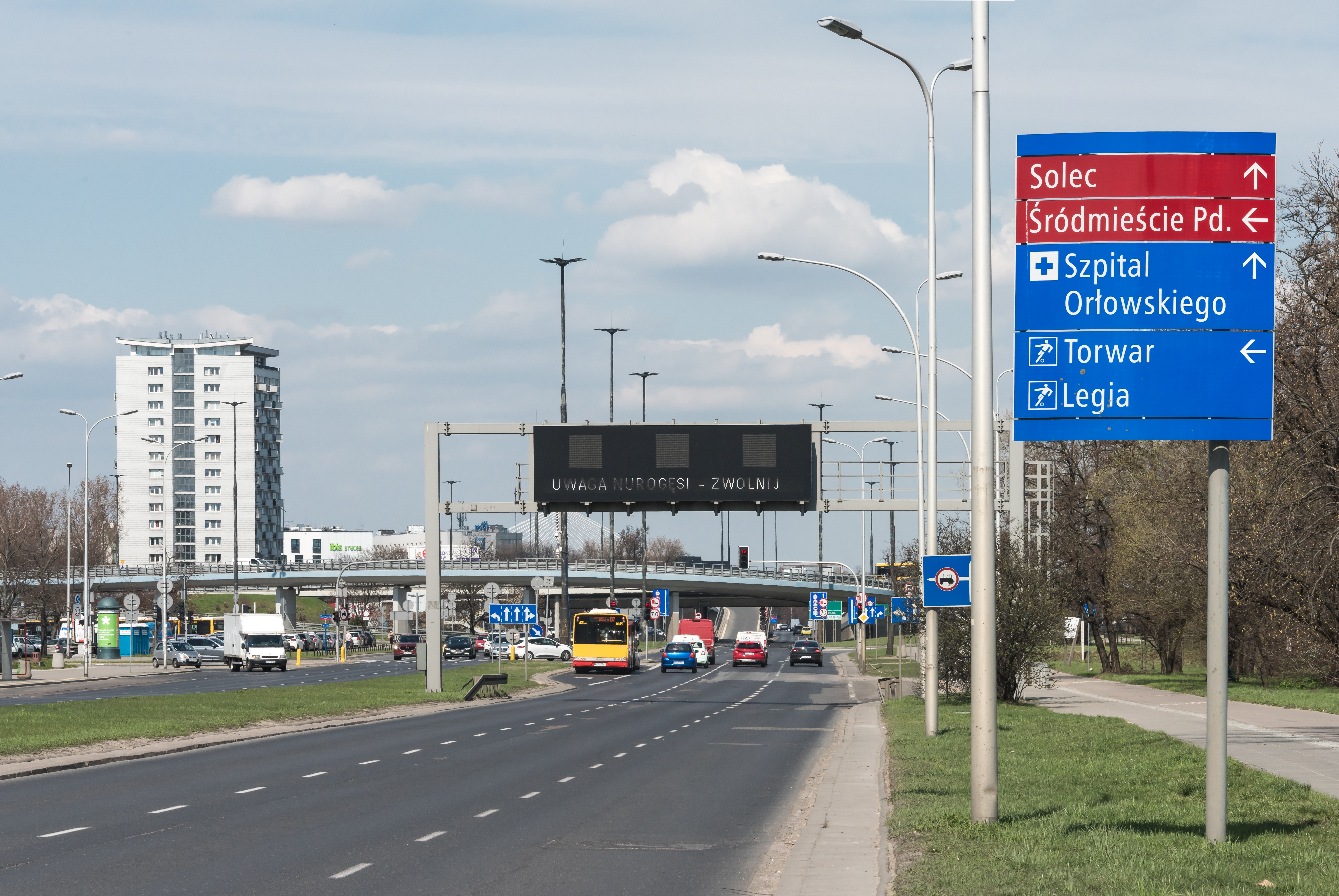
Wisłostrada (ul. Solec) na wysokości ul. Łazienkowskiej, widok w kierunku północnym

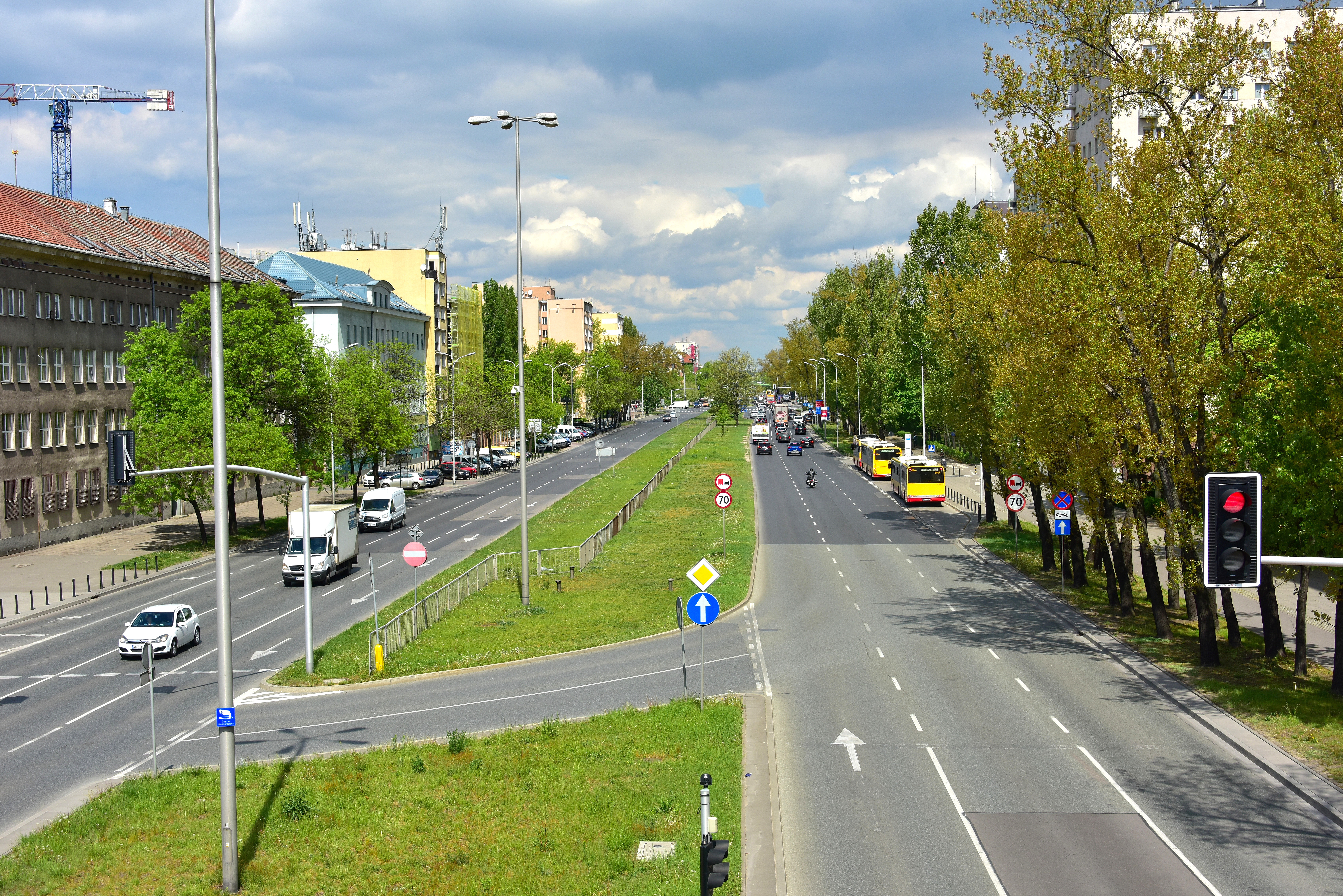
Wisłostrada (ul. Czerniakowska) na wysokości ul. Chełmskiej, widok w kierunku północnym

Wisłostrada – trasa szybkiego ruchu wzdłuż lewego brzegu Wisły w Warszawie.
Trasa, w którą włączono istniejące ulice, powstała w latach 1972–1975. Biegnie od ul. Pułkowej na północy do ul. Przyczółkowej na południu.

## Opis
Decyzja o budowie trasy przyspieszonego ruchu wspólnym wysiłkiem mieszkańców miasta dla uczczenia 30-lecia Polski Ludowej zapadła w 1972 na plenarnych obradach Stołecznego Komitetu Frontu Jedności Narodu (SKFJN). W budowie w czynie społecznym wzięło udział tysiące mieszkańców Warszawy oraz ochotnicy spoza stolicy. Organizatorem czynów społecznych był SKFJN.
Wisłostrada została poprowadzona wzdłuż lewego brzegu Wisły, pozwalając na bezkolizyjny przejazd przez miasto z ominięciem śródmieścia i odciążając od ruchu tranzytowego m.in. ciąg ulic Puławskiej, Marszałkowskiej i Andersa. Projekt jej północnego i środkowego odcinka (od ul. Pułkowej do ul. Szwoleżerów, wraz z węzłami i estakadami) powstał w Biurze Projektów Budownictwa Komunalnego „Stolica”. Na odcinku sąsiadującym z Laskiem Bielańskim w celu ochrony środowiska Wisłostradę poprowadzono na estakadach o długości ok. 850 metrów. Odcinek południowy z ulicami Czerniakowską, Powsińską i Wiertniczą nie wymagał tak dużej ingerencji projektantów.
W związku z budową trasy w 1973 roku zlikwidowano linie tramwajowe do Wilanowa oraz do Młocin, choć projekt trasy uwzględniał rezerwę terenu pod torowisko tramwajowe. 1 września 1973 roku zamknięto linię tramwajową wzdłuż Pułkowej od skrzyżowania z ulicą Pstrowskiego do pętli Młociny, 16 września linię wzdłuż ulicy Powsińskiej od pętli Sadyba do pętli Wilanów, zaś 11 listopada odcinek linii wzdłuż ulic Czerniakowskiej i Powsińskiej od skrzyżowania z ulicą Gagarina do pętli Sadyba.
Wisłostradę otwierano etapami. Większa część trasy (16 km) została oddana do użytku 19 lipca 1974 roku, natomiast północny odcinek ukończono w grudniu 1975. Łącznie Wisłostrada ma ok. 22 km długości. Ma dwie jednokierunkowe jezdnie o dwóch lub trzech pasach ruchu. Trasa przecina się bezkolizyjnie za pomocą wielopoziomowych skrzyżowań i węzłów m.in. z ulicami Pułkową, Gwiaździstą i Krasińskiego, jednak jest także wiele skrzyżowań z sygnalizacją świetlną, m.in. w okolicy mostu Poniatowskiego i pod mostem Śląsko-Dąbrowskim oraz w ciągu ulicy Czerniakowskiej. Od węzła komunikacyjnego z Trasą Łazienkowską Wisłostrada zaczyna oddalać się od brzegu Wisły.
Zgodnie z planami trasa miała stwarzać warunki do szybkiego (do 90 km/godz.) przejazdu przez miasto z szybkością projektowaną w części północnej rzędu 100 km/godz. Ocenia się, że Wisłostrada skutecznie pełniła rolę trasy szybkiego ruchu do początku lat 90. XX wieku.
Wisłostrada przebiega w pobliżu wszystkich warszawskich mostów (z wyjątkiem Siekierkowskiego i Anny Jagiellonki (Południowego), gdyż tam trasa biegnie w pewnej odległości od Wisły). Pod mostem Świętokrzyskim przebiega w jednym z najdłuższych tuneli drogowych w Polsce.
Wzdłuż Wisłostrady znajdują się ścieżki rowerowe (nie na całej długości), częściowo przebiegają one przy samym brzegu Wisły.
W latach 90. w całości leżała w ciągu ówczesnej drogi krajowej nr 724. Obecnie na odcinku od węzła z Trasą Siekierkowską do granicy miasta stanowi część drogi wojewódzkiej nr 724. Z kolei od węzła z Trasą Armii Krajowej do granicy z Łomiankami biegną nią droga krajowa nr 7 i trasa europejska E77.
W 2020 roku pod Wisłostradą rozpoczęła się budowa 9,5-kilometrowego kolektora wiślanego do magazynowania nadmiaru ścieków oraz wód opadowych, spływających z terenu lewobrzeżnej Warszawy w czasie intensywnych opadów deszczu. Kolektor zaczyna się przy tunelu Wisłostrady i kończy przy moście Marii Skłodowskiej-Curie (Północnym).

### Ulice wchodzące w skład Wisłostrady[5]
- Pułkowa,
- Wybrzeże Gdyńskie,
- Wybrzeże Gdańskie,
- Wybrzeże Kościuszkowskie,
- Wioślarska,
- Solec (część południowa),
- Czerniakowska,
- Powsińska,
- Wiertnicza,
- Przyczółkowa.

## Upamiętnienie
- Kamień upamiętniający oddanie Wisłostrady do użytku 22 lipca 1974 na ul. Wybrzeże Gdańskie (róg ul. Boleść)[18]